# Pireno
El pireno es un hidrocarburo aromático policíclico (HAP) de fórmula química C 16H10 que está formado por cuatro anillos de benceno fusionados. Es el más sencillo de HAP orto-peri-fusionado (todos los anillos se fusionan por más de una arista), por lo que la molécula, en su estado fundamental, presenta estructura plana.
La estructura orto-peri-fusionado, del pireno está mucho más estabilizada por resonancia que sus isómeros moleculares (C16H10) fluoranteno y acefenantrileno que contienenn un anillo de cinco átomos de carbono.
En condiciones normales se encuentra en estado sólido, en forma  de polvo o escamas de color amarillo pálido.
Fue descubierto por el químico francés Auguste Laurent.
Se aisló por primera vez del alquitrán de hulla, donde se encuentra hasta un 2% en peso. Es posible sintetizar pireno a partir de etino e hidrógeno pasando una mezcla de ambos gases a través de tubos de porcelana a 650  ° C.
Se genera pireno en una amplia gama de reacciones de combustión de materia orgánica. Por ejemplo, los automóviles producen alrededor de 1 μg / km.

## Reacciones
La oxidación con cromato produce perinaftenona y luego ácido naftalen-1,4,5,8-tetracarboxílico. El pireno sufre una serie de reacciones de hidrogenación y es susceptible de halogenación, adiciones de Diels-Alder y nitración, todas con diversos grados de selectividad. La bromación ocurre en una de las 3 posiciones. La reducción con sodio produce el anión radical. A partir de este anión, se pueden preparar una variedad de complejos pi-areno.

## Aplicaciones
El pireno y sus derivados se utilizan comercialmente para fabricar tintes y precursores de tintes, por ejemplo piranina y ácido naftalen-1,4,5,8-tetracarboxílico.
Tiene una fuerte absorbancia en UV-Vis en tres bandas nítidas a 330 nm en DCM. La emisión está cerca de la absorción, pero se mueve a 375 nm. La morfología de las señales cambia con el disolvente. Sus derivados también son valiosas sondas moleculares mediante espectroscopia de fluorescencia , con un alto rendimiento cuántico y una vida útil (0,65 y 410 nanosegundos, respectivamente, en etanol a 293 K). El pireno fue la primera molécula para la que se descubrió el comportamiento de los excímeros . Tal excímero aparece alrededor de 450 nm. Theodor Förster informó esto en 1954.
El espectro de emisión de fluorescencia del pireno es muy sensible a la polaridad del solvente, por lo que el pireno se ha utilizado como sonda para determinar los entornos de solvente. Esto se debe a que su estado excitado tiene una estructura no plana diferente a la del estado fundamental. Algunas bandas de emisión no se ven afectadas, pero otras varían en intensidad debido a la fuerza de la interacción con un disolvente.

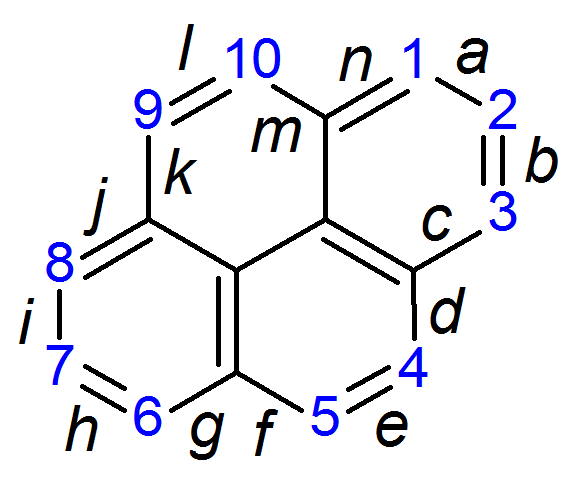
Diagrama que muestra las ubicaciones de numeración y fusión de anillos del pireno según la nomenclatura de química orgánica de la IUPAC.

## Toxicidad
Aunque no es tan problemático como el benzopireno, los estudios en animales han demostrado que el pireno es tóxico para los riñones y el hígado. Ahora se sabe que el pireno afecta varias funciones vivas en peces y algas. Los experimentos en cerdos muestran que el 1-hidroxipireno urinario es un metabolito del pireno, cuando se administra por vía oral. Los pirenos son materiales donantes de electrones fuertes y se pueden combinar con varios materiales para hacer sistemas donantes-aceptores de electrones que se pueden usar en aplicaciones de conversión de energía y recolección de luz. 